# 伊利克·玉素甫
伊利克·玉素甫（?—?），喀喇汗国阿里特勤的儿子。
阿里特勤去世后，伊利克·玉素甫继承了其父在中亚河中地区的基业。喀喇汗国阿里系对哈仑系（阿里特勤的兄弟们）占据河中不服，纳赛尔·阿里的两个儿子穆罕默德·艾因·道拉、伊卜拉欣·桃花石·博格拉汗先后起兵反对伊利克·玉素甫。伊利克·玉素甫后来放弃撒马尔罕，投奔东喀喇汗国。贝里特勤在河中建立西喀喇汗国。